# بطاقة الهوية الموناكويية
بطاقة الهوية الموناكويية (بالإنجليزية:Monégasque identity card) (بالفرنسية:Carte d’identité Monégasque Electronique) يتم إصدارها للمواطنين في موناكو عن طريق المجلس البلدي لمدينة موناكو. يمكن استخدامها كوثيقة سفر عند زيارة بلدان في منطقة شنغن (باستثناء أيسلندا والسويد), وكذلك ألبانيا والبوسنة والهرسك وكرواتيا وكوسوفو ومولدوفا والجبل الأسود ورومانيا والمملكة المتحدة. ويتم إنتاج البطاقة لقاعة موناكو سيتي عن طريق أوبرتور تكنولوجيز.
منذ 30 آذار 2009 ، تم إصدار بطاقات هوية موناكو تحتوي على رقاقة بيومترية.

## اقرأ أيضاً
جواز سفر موناكوي